# Zgodovina arkanarskega pokola
Zgodovina arkanarskega pokola (izvirno rusko Исто́рия аркана́рской резни́) je bodoči ruski znanstvenofantastični film režiserja Alekseja Jurjeviča Germana in druga ekranizacija romana Težko je biti bog (Трудно быть богом) bratov Strugacki iz leta 1964. Prvo različico je z naslovom Težko je biti bog leta 1989 posnel Peter Fleischmann. Delovno različico filma Težko je biti bog so spremenili.
Snemanje se je začelo jeseni 2000 na Češkem, končalo pa 3. avgusta 2006 v Sankt Peterburgu (Lenfilm).  Trenutno ga urejujejo in montirajo.

## Zgodba
Na drugem neimenovanem izvenosončnem s humanoidnimi bitji naseljenem planetu, kjer poteka njegov srednji vek, živi skupina zgodovinarjev z Zemlje in se pretvarja za navadne ljudi. Planet z devetimi celinami so leta 2134 odkrili v sončnem sistemu EN-2097. Glavni lik progresor, zemljan Anton, ki se izdaja za dona Rumato Estorskega, je ogorčen nad krutostmi, ki jih lahko vsakodnevno opazuje, vendar mu nadrejeni prepovedujejo vmešavanje, da bi na ta način spreminjal naravni tok zgodovine planeta. Edina stvar, ki jo lahko zgodovinarji naredijo, je zaščita in pomoč nekaterim posameznikom, ki se očitno razlikujejo od drugih, in lahko prek svojega znanja in zamisli prispevajo k dobrobiti celotnega planeta. Rumata mora najti enega od teh ljudi, Budaha, in ga rešiti pred don Rebom, vladarjem Arkanarskega kraljestva in poblaznelim trinogom.

## Vloge
- Leonid Isakovič Jarmolnik – Don Rumata Estorski
- Aleksander Čutko – Don Reba
- Jurij Cirilo – Don Pampa
- Jevgenij Arkadjevič Gerčakov – Budah
- Aleksander Adolfovič Iljin – Arata
- Peter Vasiljevič Merkurjev
- Laura Pitckhelauri